# Le Veurdre
Le Veurdre est une commune française, située dans le département de l'Allier en région Auvergne-Rhône-Alpes.
C'est une petite commune située en bordure de l'Allier. À son niveau se trouve le dernier pont du département sur la rivière.
Un projet de barrage (dit écréteur de crues) avait été programmé (un peu en amont du pont actuel), puis abandonné en raison d'une forte mobilisation des riverains de la Loire et Allier organisés en association Loire Vivante.

## Géographie
Le Veurdre est située au nord du département de l'Allier, sur la rive gauche de l'Allier. La commune est arrosée aussi par la Bieudre, qui se jette dans l'Allier au nord de la commune. L'Île du Veurdre, au nord de la commune, est une île assez vaste qui s'est formée entre le cours principal de l'Allier, à l'est, et un bras de la rivière, à l'ouest, dans lequel aboutit la Bieudre ; elle est reliée au rivage par un gué.
Ses communes limitrophes sont :
| Château-sur-Allier |         | Livry (Nièvre)         |
| Neure              | Veurdre |                        |
| Pouzy-Mésangy      | Limoise | Saint-Léopardin-d'Augy |

### Climat
Pour des articles plus généraux, voir Climat d'Auvergne-Rhône-Alpes et Climat de l'Allier.
En 2010, le climat de la commune est de type climat océanique dégradé des plaines du Centre et du Nord, selon une étude du CNRS s'appuyant sur une série de données couvrant la période 1971-2000. En 2020, Météo-France publie une typologie des climats de la France métropolitaine dans laquelle la commune est exposée à un climat océanique altéré et est dans la région climatique Centre et contreforts nord du Massif Central, caractérisée par un air sec en été et un bon ensoleillement.
Pour la période 1971-2000, la température annuelle moyenne est de 11,4 °C, avec une amplitude thermique annuelle de 15,7 °C. Le cumul annuel moyen de précipitations est de 807 mm, avec 11 jours de précipitations en janvier et 7,7 jours en juillet. Pour la période 1991-2020, la température moyenne annuelle observée sur la station météorologique de Météo-France la plus proche, « Lurcy-Lévis Sa », sur la commune de Lurcy-Lévis à 8 km à vol d'oiseau, est de 11,4 °C et le cumul annuel moyen de précipitations est de 717,2 mm,. Pour l'avenir, les paramètres climatiques de la commune estimés pour 2050 selon différents scénarios d'émission de gaz à effet de serre sont consultables sur un site dédié publié par Météo-France en novembre 2022.

## Urbanisme

### Typologie
Au 1er janvier 2024, Le Veurdre est catégorisée commune rurale à habitat dispersé, selon la nouvelle grille communale de densité à 7 niveaux définie par l'Insee en 2022.
Elle est située hors unité urbaine et hors attraction des villes,.

### Occupation des sols

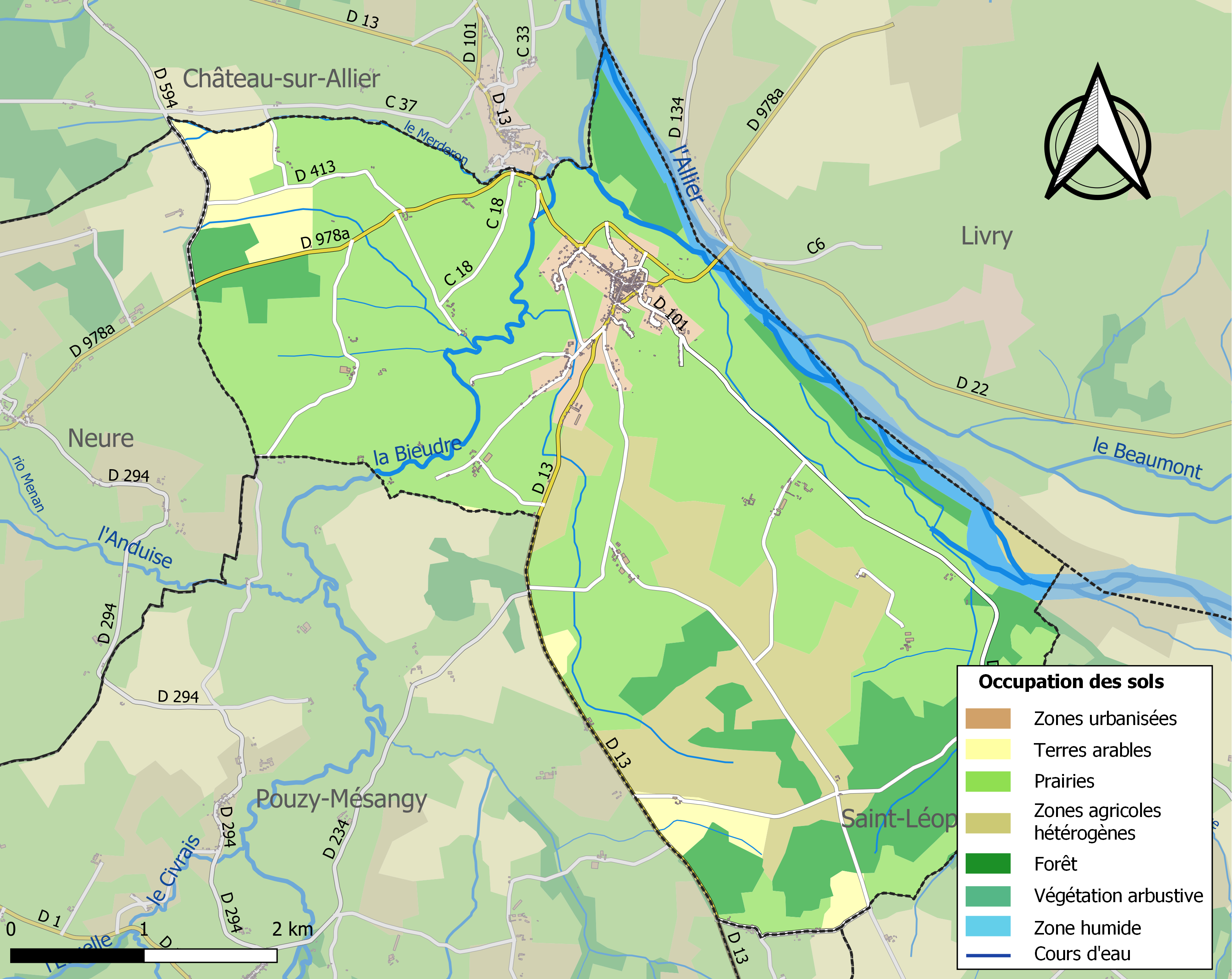
Carte des infrastructures et de l'occupation des sols de la commune en 2018 (CLC).

L'occupation des sols de la commune, telle qu'elle ressort de la base de données européenne d’occupation biophysique des sols Corine Land Cover (CLC), est marquée par l'importance des territoires agricoles (77,1 % en 2018), une proportion sensiblement équivalente à celle de 1990 (77,7 %). La répartition détaillée en 2018 est la suivante : 
prairies (58,4 %), forêts (16,5 %), zones agricoles hétérogènes (13,8 %), terres arables (4,8 %), zones urbanisées (3,4 %), eaux continentales (3,1 %).
L'IGN met par ailleurs à disposition un outil en ligne permettant de comparer l’évolution dans le temps de l’occupation des sols de la commune (ou de territoires à des échelles différentes). Plusieurs époques sont accessibles sous forme de cartes ou photos aériennes : la carte de Cassini (XVIIIe siècle), la carte d'état-major (1820-1866) et la période actuelle (1950 à aujourd'hui).

## Toponymie
D'après Paul Dufieux, partant de la forme médiévale Avuldria le nom du village, signifierait « pommeraie », par le bas allemand apuldr (= pommier).

## Histoire
Le Veurdre se trouvait sur la branche sud de la voie de Vézelay, un des quatre itinéraires principaux des chemins de Compostelle en France ; cet itinéraire, parti de Vézelay, traversait la Loire à Nevers, et continuait ensuite vers Lurcy-Lévis, le Berry et le Limousin.
Dès le XIIIe siècle, Le Veurdre disposa d'un port important sur l'Allier, qui déclina avec le développement du chemin de fer au début du XXe siècle. On y embarquait le bois, le charbon, les pierres, tuiles et briques, céréales, pommes et vins à destination de la région parisienne et de Nantes vers l'Atlantique.
En juin 1940, une petite troupe française tenta de bloquer le passage des troupes allemandes sur l'Allier. Après avoir arrêté une colonne allemande de 1 500 hommes grâce à un canon de 75 prenant le pont en enfilade, elle fut finalement contournée et prise à revers par un détachement de side-caristes ennemis. Une stèle rappelle le courage des hommes qui la composaient. Sous l'occupation allemande, la ligne de démarcation passait au Veurdre.

## Politique et administration
| Période                                  | Période                      | Identité                  | Étiquette  | Qualité                                     |
| ---------------------------------------- | ---------------------------- | ------------------------- | ---------- | ------------------------------------------- |
| Les données manquantes sont à compléter. |                              |                           |            |                                             |
| 1860                                     | 1866                         | Claude Elphège Jourdier   |            | Propriétaire terrien Seigneur de la Charnée |
| 1870                                     | 1871                         | Claude Elphège Jourdier   |            | Propriétaire terrien Seigneur de la Charnée |
| 1919                                     | ?                            | Roger Chérion (1874-1947) | Socialiste | Pharmacien                                  |
| 1977                                     | 1989                         | Jean Duront               | PCF        | Médecin                                     |
| 1989                                     | ?                            | Michel Clavelier          | PCF        |                                             |
| mars 2001                                | mars 2008                    | Alain Lochon              |            |                                             |
| mars 2008                                | avril 2014                   | Jacqueline Berthet        |            |                                             |
| avril 2014                               | En cours (au 8 juillet 2020) | Denis Flamand             |            | Agent d'assurances Réélu en 2020            |

## Population et société

### Démographie
L'évolution du nombre d'habitants est connue à travers les recensements de la population effectués dans la commune depuis 1793. Pour les communes de moins de 10 000 habitants, une enquête de recensement portant sur toute la population est réalisée tous les cinq ans, les populations de référence des années intermédiaires étant quant à elles estimées par interpolation ou extrapolation. Pour la commune, le premier recensement exhaustif entrant dans le cadre du nouveau dispositif a été réalisé en 2006.

En 2022, la commune comptait 476 habitants, en évolution de +4,85 % par rapport à 2016 (Allier : −1,38 %, France hors Mayotte : +2,11 %).
| 1793 | 1800 | 1806 | 1821 | 1831  | 1836  | 1841  | 1846  | 1851  |
| ---- | ---- | ---- | ---- | ----- | ----- | ----- | ----- | ----- |
| 901  | 880  | 867  | 849  | 1 049 | 1 173 | 1 278 | 1 338 | 1 120 |

| 1856  | 1861  | 1866  | 1872  | 1876  | 1881  | 1886  | 1891  | 1896  |
| ----- | ----- | ----- | ----- | ----- | ----- | ----- | ----- | ----- |
| 1 170 | 1 180 | 1 209 | 1 222 | 1 235 | 1 206 | 1 215 | 1 204 | 1 137 |

| 1901  | 1906 | 1911 | 1921 | 1926 | 1931 | 1936 | 1946 | 1954 |
| ----- | ---- | ---- | ---- | ---- | ---- | ---- | ---- | ---- |
| 1 105 | 980  | 965  | 790  | 776  | 719  | 698  | 792  | 689  |

| 1962 | 1968 | 1975 | 1982 | 1990 | 1999 | 2006 | 2011 | 2016 |
| ---- | ---- | ---- | ---- | ---- | ---- | ---- | ---- | ---- |
| 698  | 717  | 699  | 604  | 595  | 578  | 550  | 497  | 454  |

| 2021 | 2022 | - | - | - | - | - | - | - |
| ---- | ---- | - | - | - | - | - | - | - |
| 464  | 476  | - | - | - | - | - | - | - |

## Culture et patrimoine

### Lieux et monuments
- Pont du Veurdre : les premiers ponts au Veurdre sont très anciens ; des traces remontant au moins au XVe siècle ont été retrouvées. En 1834 est mis en service un pont suspendu à péage ne comportant qu'une seule voie de circulation. En 1910-1911, Eugène Freyssinet construit un nouveau pont, en béton armé, premier d'une série de trois (avec le pont Boutiron et le pont de Châtel-de-Neuvre). Ce pont a été dynamité le 7 septembre 1944. Les piles ont pu être réutilisées pour le pont actuel à cinq travées, également construit en béton armé[21].
- Stèle des défenseurs du pont : une stèle rappelle le courage d'un groupe d'une quarantaine d'officiers et soldats français (dont sept furent tués) qui retardèrent la traversée du pont par une colonne allemande de 1 500 hommes le 18 juin 1940.
- Château de Beauregard.
- Château de la Baume.
- Château de la Charnée : fief attesté dès le XIIIe siècle. Il est acquis en 1667 par Gilbert Alarose et passe par mariage à la famille Jourdier au XVIIIe siècle. Joseph Jourdier fait construire le château actuel, complété au XIXe siècle par des ailes en retour.
- Église Saint-Hippolyte : église du XIe siècle remaniée à plusieurs reprises. Chapelle gothique, clocher du XVe siècle, maître-autel baroque du XVIIe siècle. Statue de sainte Anne du XVIe siècle.
- Maison de la batellerie. Elle est installée dans l'ancien quartier des mariniers et présente la vie et l'habitat des mariniers et des charpentiers de bateaux, ainsi que des exemples des embarcations qui ont navigué sur la rivière d'Allier au cours des siècles. Elle est l'œuvre d'une association locale, La Chavanée, qui s'est donné pour mission de conserver les arts et traditions populaires des bords d'Allier[22].
- Chapelle Saint-Mayol du Veurdre.

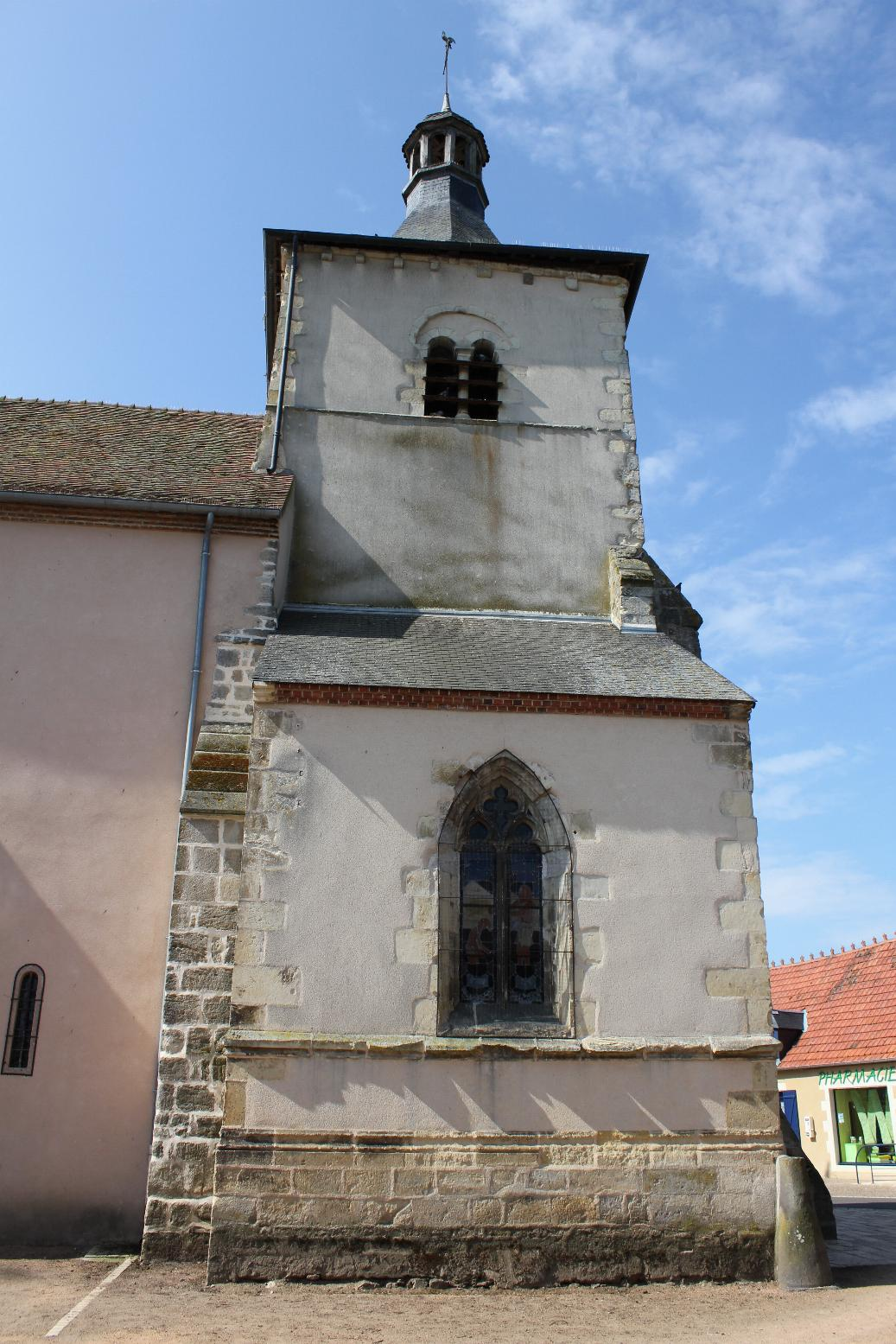
Le clocher.
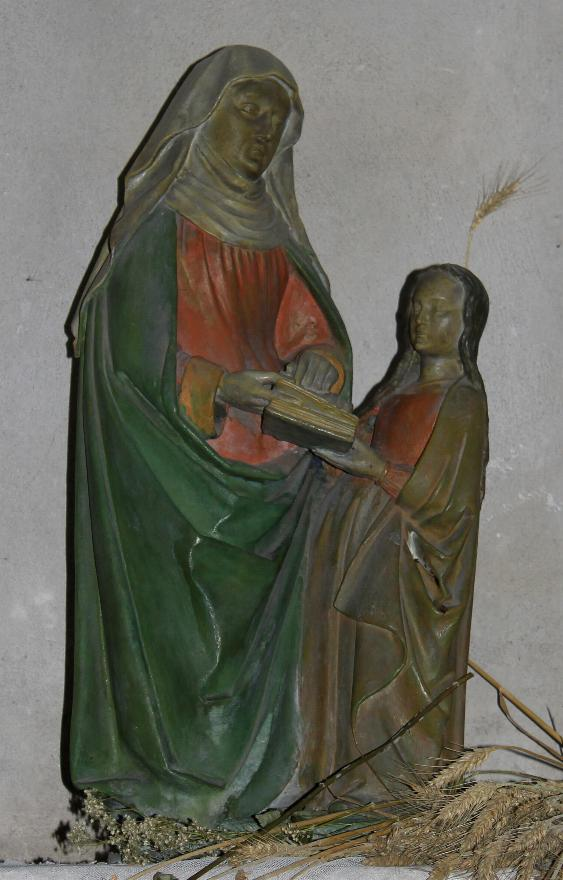
Sainte Anne XVIe.
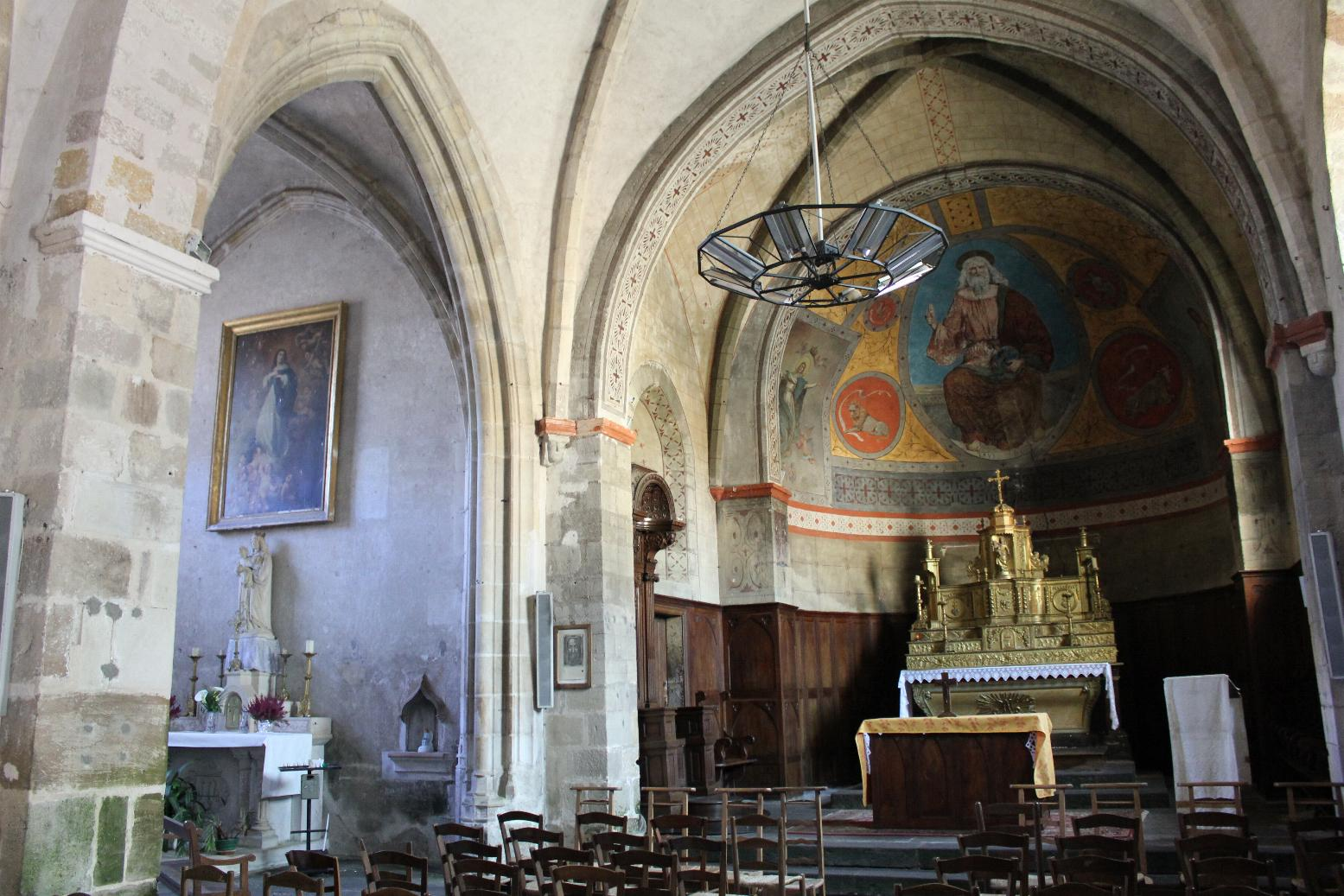
Le chœur et le maître-autel du XVIe.
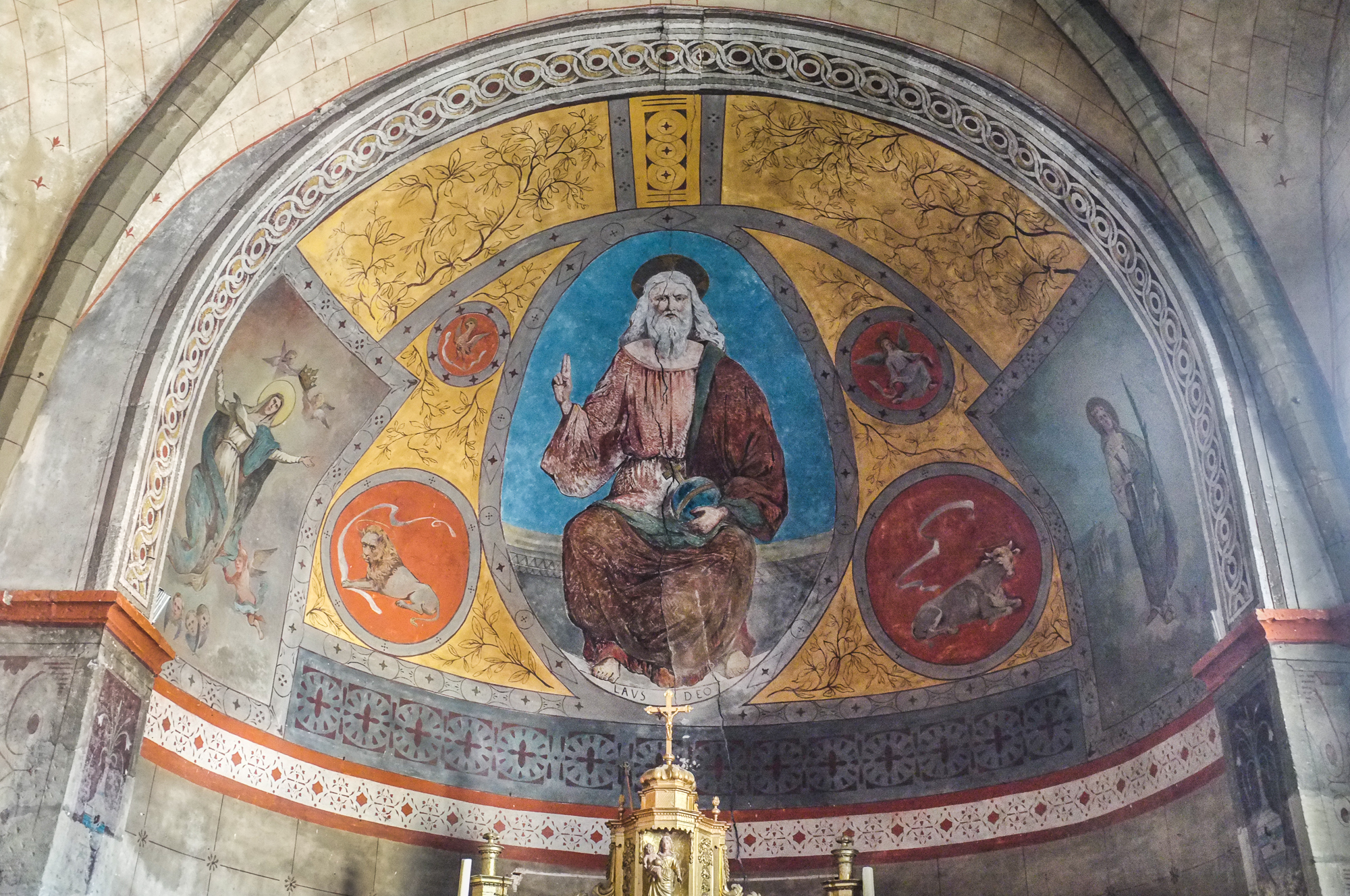
Chœur.

### Personnalités liées à la commune
- Jeanne d'Arc passa par Le Veurdre ; Eugène Le Brun donne l'itinéraire suivant de Jeanne d'Arc lors de sa chevauchée dans le Bourbonnais, en octobre-novembre 1429 : « de Sancoins à Saint-Pierre, Jeanne suivit l'ancienne voie romaine qui passait non par Mornay, mais par Le Veurdre… (puis) repassa l’Allier au gué du Veurdre ».
- Étienne Douyet, homme politique, maire du Veurdre et député de l'Allier, né le 27 juillet 1764 au Veurdre.
- Serge Lepeltier, homme politique, né en 1953 au Veurdre.

## Tourisme
Le GR 300 (aussi appelé chemin de Saint-Jacques en Bourbonnais), traverse Le Veurdre. Il s'inscrit dans la tradition des chemins de Compostelle, dont il reproduit à peu près l'un des itinéraires secondaires. Venant de Sancoins, il croise au Veurdre un autre itinéraire ancien, la variante méridionale de l'ancienne voie de Vézelay, l'un des principaux chemins de Compostelle en France. Vers le sud, il suit en gros l'itinéraire qui menait les pèlerins vers Clermont-Ferrand (Notre-Dame-du-Port), d'où ils gagnaient Le Puy-en-Velay.